# Cratichneumon jozanensis
Cratichneumon jozanensis là một loài tò vò trong họ Ichneumonidae.